# Bilpin
Bilpin är en ort i Australien. Den ligger i kommunen Hawkesbury och delstaten New South Wales, i den sydöstra delen av landet, omkring 74 kilometer nordväst om delstatshuvudstaden Sydney. Antalet invånare är 840.
Runt Bilpin är det ganska glesbefolkat, med 28 invånare per kvadratkilometer.. Bilpin är det största samhället i trakten.
I omgivningarna runt Bilpin växer i huvudsak städsegrön lövskog. Genomsnittlig årsnederbörd är 1 267 millimeter. Den regnigaste månaden är februari, med i genomsnitt 216 mm nederbörd, och den torraste är juli, med 25 mm nederbörd.